# Chaîne Tweed
La chaîne Tweed (Tweed Range) est une chaîne de montagnes située au nord-est de la Nouvelle-Galles du Sud. Elle est le prolongement ouest de la caldeira du volcan Tweed. Elle correspond à l'extrémité sud de la Scenic Rim. Bar Mountain, le point culminant de la chaîne, s'élève à 1 130 m d'altitude. À l'ouest, on trouve la chaîne McPherson et le plateau Levers.
La plus grande partie de la chaîne est couverte de forêts et appartient au parc national des Border Ranges, qui fait partie des Forêts humides Gondwana de l'Australie ou aux forêts d'État Mebbin. La Tweed Range Scenic Drive est une route longue de 64 km qui traverse le parc et donne accès à des belvédères donnant sur la vallée Tweed, comme les Pinnacle Lookout et Blackbutts Lookout.
Sur le versant oriental, les rivières Byril Creek, Oxley et Rous, des affluents du fleuve Tweed drainent les pentes abruptes de la chaîne À l'ouest, une série de petits cours d'eau, comme la Brindle Creek, vont se jeter dans le Richmond.

## Source
- (en) Cet article est partiellement ou en totalité issu de l’article de Wikipédia en anglais intitulé « Tweed Range » (voir la liste des auteurs).